# Râul Prut (sit SCI)
Râul Prut este o arie protejată (sit de importanță comunitară — SCI) din România, desemnată în scopul protejării biodiversității și menținerii într-o stare de conservare favorabilă a florei spontane și faunei sălbatice, precum și a habitatelor naturale de interes comunitar aflate în arealul zonei protejate. Aceasta se întinde pe o suprafață de 10.583,4 ha, integral pe uscat.

## Localizare
Situl se întinde pe teritoriile administrative ale județelor Galați (Cavadinești), Iași (Bivolari, Golăiești, Gorban, Grozești, Prisăcani, Probota, Trifești,  Ungheni, Țuțora, Victoria) și Vaslui (Berezeni, Drânceni, Duda-Epureni, Fălciu, Lunca Banului, Murgeni, Stănilești, Vetrișoaia). Centrul sitului Râul Prut este situat la coordonatele 46°07′47″N 28°07′37″E / 46.129622°N 28.127055°E.

## Înființare
Situl Râul Prut (ROSCI0213) a fost declarat sit de importanță comunitară în decembrie 2007 pentru a proteja 13 specii de animale. Situl se suprapune în integralitate cu aria de protecție specială avifaunistică Râul Prut și include zonele naturale: Cotul Bran pe Râul Prut, Parcul Natural Lunca Joasă a Prutului Inferior și Râul Prut.

## Biodiversitate
Situată în ecoregiunea stepică și continentală din albia minoră și cea majoră a râului Prut, aria protejată conține 6 habitate naturale: Lacuri eutrofe cu vegetație de Magnopotamion sau Hydrocharition, Lacuri și iazuri distrofice naturale, Râuri cu maluri nămoloase cu vegetație de Chenopodion rubri p.p. și Bidention p.p., Comunități marginale de plante hidrofile înalte de câmpie și de la niveluri montane până la alpine, Pajiști fânețe de câmpie (Alopecurus pratensis, Sanguisorba officinalis), Păduri mixte riverane de Quercus robur, Ulmus laevis și Ulmus minor, Fraxinus excelsior sau Fraxinus angustifolia, de-a lungul marilor râuri (Ulmenion minoris).
La baza desemnării sitului se află o plantă cunoscută sub denumirea populară de trifoiaș de baltă (Marsilea quadrifolia), element floristic ocrotit prin lege și 16 specii faunistice protejate la nivel european sau aflate pe lista roșie a IUCN; astfel:
- amfibieni (1): buhai de baltă cu burtă roșie (Bombina bombina)
- nevertebrate (1): un fluture din specia Arytrura musculus
- mamifere (3): popândăul european (Spermophilus citellus)[4], vidră de râu (Lutra lutra), liliacul comun (Myotis myotis)[5],
- pești (10): avat (Aspius aspius), zvârlugă (Cobitis taenia Complex), răspăr (Gymnocephalus schraetzer), țipar (Misgurnus fossilis), săbiță (Pelecus cultratus), boarță (Rhodeus amarus), porcușor de nisip (Romanogobio kesslerii), porcușor de șes (Romanogobio vladykovi), fusar (Zingel streber), pietrar (Zingel zingel)
- reptile (1): țestoasa europeană de baltă (Emys orbicularis)[2]